# Rolf Feltscher
Rolf Feltscher Martínez (Distrito de Bülach, Suiza; 6 de octubre de 1990) es un futbolista suizo-venezolano que juega como defensa en el MSV Duisburg de la 3. Liga de Alemania.

## Biografía
Nació en Suiza, hijo de padre suizo Hans Felstcher y de madre venezolana Zaida Martínez. Cuando sus padres se separaron, la madre se marcha a Caracas con Rolf y su hermano Frank con siete y nueve años, respectivamente. Estuvieron ahí desde 1997 hasta 2000. Estudiaron y jugaron fútbol en sus inicios en el Colegio Humboldt. Vivían con su madre, su padrastro y abuela. Posteriormente volverían a Suiza, visitando periódicamente a Venezuela como destino vacacional familiar.

## Trayectoria

### Grasshopper

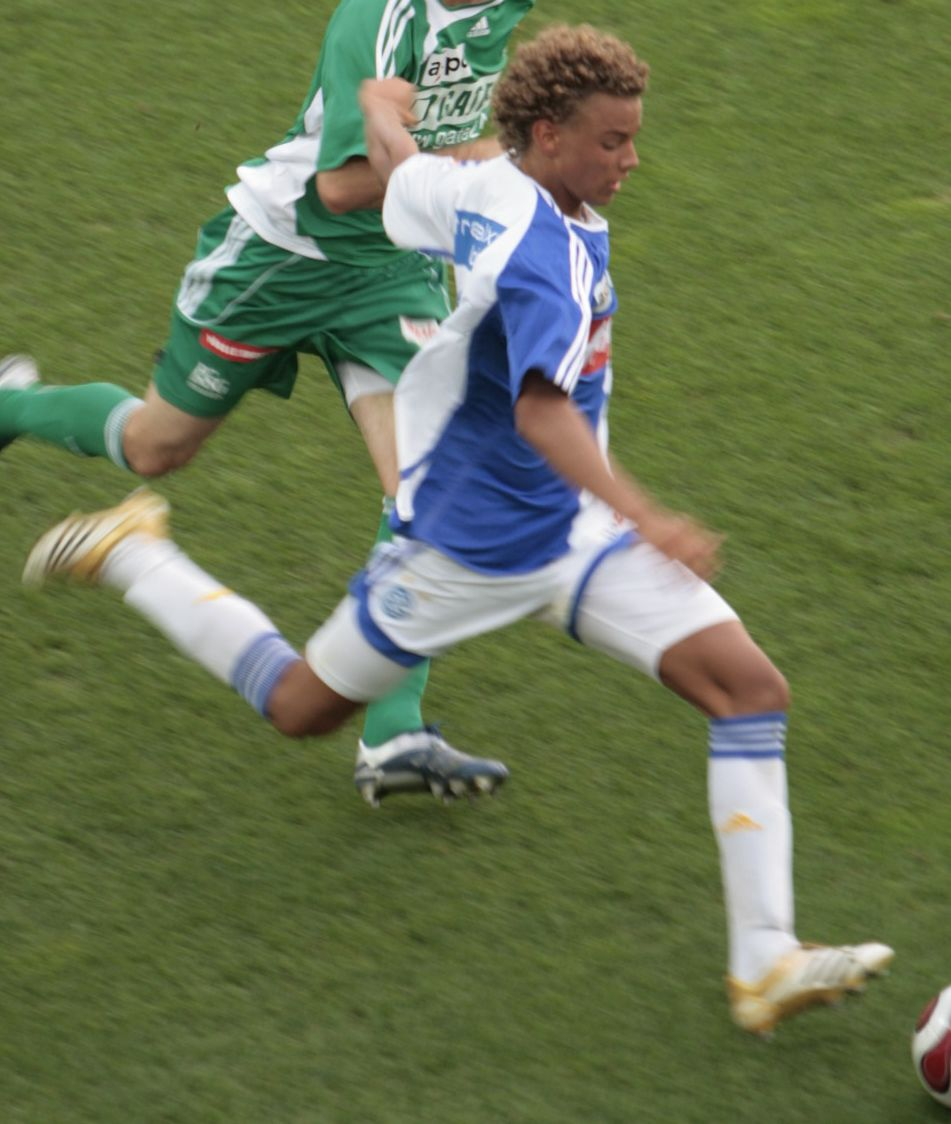
Rolf jugando con el Grasshopper.

Cuando tenía 16 años fue una época de oportunidades para él, ya que se lesionaron jugadores titulares y del primer equipo, disputando así tres partidos amistosos en 2006. El 18 de julio de 2007 debutó en la Super Liga Suiza en la jornada 1 contra el FC St. Gallen con victoria de 2-0, disputando los 90 minutos. El 15 de septiembre de 2007 debutó en la Copa Suiza contra el FC Seefeld ZH con victoria de 4-0, disputando 44 minutos del segundo tiempo. En total en la Super Liga Suiza 2007/08 disputó 22 partidos, entre estos 21 de titular, y jugando 1771 minutos. En la Copa Suiza 2007/08 disputó 2 partidos jugando 134 minutos. En la 2007-08 también participó en 11 partidos amistosos.
El 5 de julio de 2008 debuta en la Copa Intertoto de la UEFA 2008 en la segunda ronda contra el KS Besa Kavajë con victoria de 2-1, disputando los 90 minutos. En dicho torneo, se coronará campeón. El 28 de agosto de 2008 debuta en la Copa de la UEFA 2008-09 en la segunda fase clasificatoria contra el Lech Poznań con resultado de 0-0, disputando los 90 minutos.
En la Super Liga Suiza 2008/09 disputó 20 partidos (17 de titular), jugando 1539 minutos, recibiendo 2 tarjetas amarillas y 1 roja. En la Copa Suiza 2008/09 disputó 3 partidos (todos de titular), jugando 270 minutos, siendo su equipo eliminado en los cuartos de final. En la siguiente temporada, jugó un partido más, sin embargo bajó la cantidad de minutos a 1283.

### Parma
Rolf decide cambiar de aires y terminó siendo fichado por el Parma FC gracias a las buenas actuaciones con las inferiores de Suiza y las constantes actuaciones con su club. Feltscher decidió irse a Italia para perfeccionarse en su posición, ya que este país se destaca por el juego defensivo. Sin embargo, en las dos temporadas que estuvo con el Parma, solo disputó dieciocho partidos. Jugó al lado de Hernán Crespo.

### Padova
El Parma opta por cederlo al Calcio Padova de la Serie B para ver minutos, y solo consigue jugar 10 partidos oficiales.

### Lausanne
Para la temporada 2013/2014 firma con el equipo suizo para jugar la Super Liga Suiza.
Con el cual nada más en una temporada, disputaría diez partidos, entre liga y la copa de Suiza.

### MSV Duisburgo
Sin oportunidades en el Lausanne de Suiza, se marcha a Alemania donde consigue ver más minutos por su buen juego defensivo pero una lesión en la rodilla izquierda lo aleja de las canchas cuando había logrado la regularidad en el cuadro alemán, donde disputó 26 de los 30 partidos, 24 de ellos siendo titular, sumando 2081 minutos. más tarde el equipo lograría el ascenso a la 2.Bundesliga. Logra su primer gol el 29 de agosto de 2015, en la quinta jornada de la segunda división alemana.

### Getafe CF
Luego de tener dos excelentes temporadas en Alemania, logrando así un ascenso a la 2.ª división, "La Bestia" fue convocado por el Seleccionador Nacional de Venezuela Rafael Dudamel para disputar algunos encuentros en lo que fue la Copa América Centenario, sorprendiendo así al entrenador, tanto que disputó todos los encuentros destacándose como uno de los mejores jugadores del torneo. Esto logró que en el mercado de fichajes de verano muchos clubes de Europa pusieran el ojo en el defensor venezolano, siendo así el Getafe CF español el ganador de su ficha.

### LA Galaxy
El 19 de diciembre de 2017 fichó por el LA Galaxy de la MLS estadounidense.

### Würzburger Kickers
Tras finalizar su contrato con el LA Galaxy, el 23 de diciembre del 2020 fichó por los Würzburger Kickers de la 2. Bundesliga, club en donde disputó 19 encuentros dando 4 asistencias. Sin embargo, al finalizar la temporada 2020-21 su club terminó descendiendo a la 3. Bundesliga tras finalizarla en el último puesto de la tabla.

### MSV Duisburg
Tras abandonar su club, en julio del año 2021 volvió al MSV Duisburg de la 3. Bundesliga de Alemania.

## Selección nacional

### Selección suiza

#### Europeo Sub-17
| Europeo Sub-17      | Sede    | Resultado            | Partidos | Goles |
| ------------------- | ------- | -------------------- | -------- | ----- |
| Europeo Sub-17 2007 | Bélgica | Ronda clasificatoria | 3        | 0     |

#### Europeo Sub-19
| Europeo Sub-19      | Sede    | Resultado   | Partidos | Goles |
| ------------------- | ------- | ----------- | -------- | ----- |
| Europeo Sub-19 2008 | Noruega | Ronda élite | 3        | 0     |

### Selección venezolana
Fue convocado por Venezuela para un amistoso contra Argentina pautado para el 2 de septiembre a realizarse en India. Sin embargo Rolf no acudió a la convocatoria debido a que su técnico, Franco Colomba, y el jugador argentino y compañero de equipo, Hernán Crespo, no le habrían apoyado en tal decisión. Por otra parte su hermano Frank Feltscher finalmente se concentró en la India con los jugadores de Venezuela, disputando los amistosos contra Argentina y Guinea. Nuevamente es convocado para el partido de la eliminatorias contra Argentina en octubre y luego de haber pensado desde amistoso contra Argentina se decide por Venezuela donde declaró: «Vine a Venezuela porque lo he sentido con el corazón que era lo que tenía que hacer, para poder tomar la decisión de venir. La decisión fue de corazón». Nuevamente convocado por César Farías, para los partidos de la tercera y cuarta jornada de eliminatorias Sudamericanas, contra Colombia y Bolivia respectivamente. Debutando finalmente en la victoria del conjunto venezolano frente a Bolivia entrando de cambio por Maldonado en el minuto 78 de la segunda parte del partido, en dicho partido su acción relevante fue un remate al arco que pasó unos cinco metros encima del travesaño.

#### Participaciones en Eliminatorias al Mundial
| Eliminatorias                 | Resultado  | Partidos | Goles |
| ----------------------------- | ---------- | -------- | ----- |
| Eliminatorias Mundial de 2018 | 10.º lugar | 7        | 0     |

#### Copa América
| Copa América            | Sede           | Resultado        | Partidos | Goles |
| ----------------------- | -------------- | ---------------- | -------- | ----- |
| Copa América Centenario | Estados Unidos | Cuartos de final | 4        | 0     |
| Copa América 2019       | Brasil         | Cuartos de final | 0        | 0     |

## Clubes

### Juvenil
| Club             | País      | Año       |
| ---------------- | --------- | --------- |
| Colegio Humboldt | Venezuela | 1997-2000 |
| FC Kloten        | Suiza     | 2000-2002 |
| FC Oberglatt     | Suiza     | 2002-2006 |

### Profesional
| Club               | País           | Año       | PJ | Goles | Asist. |
| ------------------ | -------------- | --------- | -- | ----- | ------ |
| Grasshoppers       | Suiza          | 2007-2010 | 71 | 0     | 4      |
| Parma F. C.        | Italia         | 2010-2012 | 18 | 0     | 0      |
| Grosseto 1912      | Italia         | 2013      | 15 | 0     | 1      |
| F. C. Lausanne     | Suiza          | 2013-2014 | 10 | 0     | 1      |
| M. S. V. Duisburgo | Alemania       | 2014-2016 | 39 | 2     | 9      |
| Getafe C. F.       | España         | 2016-2017 | 7  | 0     | 1      |
| Real Zaragoza      | España         | 2017      | 9  | 0     | 0      |
| LA Galaxy          | Estados Unidos | 2018-2020 | 67 | 3     | 8      |
| Würzburger Kickers | Alemania       | 2021      | 19 | 0     | 5      |
| MSV Duisburgo      | Alemania       | 2022-2024 | 56 | 2     | 1      |

### Competiciones
| Competición        | PJ  | Goles |
| ------------------ | --- | ----- |
| Liga Suiza         | 72  | 3     |
| Copa Suiza         | 7   | 0     |
| Serie A            | 18  | 1     |
| Serie B            | 10  | 1     |
| Copa Intertoto     | 1   | 0     |
| Selección Nacional | 5   | 0     |
| Copa de la UEFA    | 1   | 0     |
| Total carrera      | 113 | 5     |

## Palmarés

### Campeonatos internacionales
| Título         | Club         | País  | Año  |
| -------------- | ------------ | ----- | ---- |
| Copa Intertoto | Grasshoppers | Suiza | 2008 |

## Vida personal
Su hermano Frank y su hermanastro Mattia también son futbolistas. Está casado con Giuliana Feltscher, con quien tiene una hija, llamada Kimailyn.